# MG 18/80
Der MG 18/80 war ein PKW der Mittelklasse, den MG 1928 als Nachfolger der Typen 14/28 und 14/40 herausbrachte.

## Beschreibung
Während es sich bei den Vorgängern um technisch und optisch optimierte Morris Oxford „Bullnose“ handelte, war der MG 18/80 das erste Modell, bei dem das Werk das Chassis selbst konstruiert hatte und zeigte damit zum ersten Mal den typischen MG-Kühlergrill mit senkrecht stehenden Lamellen und vertikalem Mittelsteg und höher gesetzte Scheinwerfer.
Den Mark I und Mark II gab es in einer Vielzahl verschiedener Karosserievarianten, zwei- und viertürig, zwei- und viersitzig und sowohl geschlossen als auch als Tourenwagen. Der Mark I wurde von 1928 bis 1931 insgesamt 501-mal gebaut. Ab 1929 bot man parallel den Mark II an, welcher 236-mal produziert wurde.
Die großen Wagen waren mit Sechszylinder-Reihenmotoren ausgestattet, die per Kette angetriebene obenliegende Nockenwellen (ohc) und 2468 cm³ Hubraum besaßen. Die Leistung lag bei ca. 60 bhp (44 kW) und hatten einen Doppelvergaser mit nur einer Schwimmerkammer. Die Höchstgeschwindigkeit lag bei 80 mph (128 km/h), worauf die 80 in der Produktbezeichnung 18/80 hinweist.
Der Mark III wurde auch als 18/100 bezeichnet und war die Rennversion, von der 1930 nur fünf Fahrzeuge produziert wurden. Diese Version hatte Trockensumpfschmierung und brachte es auf 80 PS (59 kW).
Einen direkten Nachfolger gab es nicht. Erst 1936 kam mit dem SA der nächste große MG auf den Markt.